# تاکویا اوچیدا
تاکویا اوچیدا (انگلیسی: Takuya Uchida؛ زادهٔ ۲ ژوئن ۱۹۹۸) بازیکن فوتبال اهل ژاپن است.
از باشگاه‌هایی که در آن بازی کرده‌است می‌توان به باشگاه فوتبال توکیو اشاره کرد.